# Hiéroglyphe égyptien N33
Le grain de sable en hiéroglyphes égyptiens, est classifié dans la section N « Ciel, terre, eau » de la liste de Gardiner ; il y est noté N33.

## Représentation
Il représente selon son utilisation un grain de sable et par dérivation une boulette ou tout objet analogue. On le distingue des signes qui lui sont similaires (D12, Z8A) par sa petite taille Il est souvent triplés pour noter le pluriel (hiéroglyphe N33A).
Il est codé N33B par Wikihiero. 

## Utilisation
| S · a | y | N33B · Z2 |

| S · a | y | N33B · Z2 |

C'est un déterminatif du champ lexical des métaux ou minéraux (souvent sous la forme N33A) ainsi que des médicaments, encens, fruits et affiliés. 
| A14 |

| A14 |

| N33A |

| N33A |

## Exemples de mots
| m | s | d | m | t · N33B · Z2 |

| m | s | d | m | t · N33B · Z2 |

| G47 | N33B |

| G47 | N33B |

| F46 · r | t · N33B · Z2 |

| F46 · r | t · N33B · Z2 |